# شارلوت لینک
شارلوت لینک (انگلیسی: Charlotte Link; ۵ اکتبر ۱۹۶۳ – ) نویسنده اهل آلمان است.